# Dąbrowa (gmina Hrubieszów)
Dąbrowa – kolonia w Polsce położona w województwie lubelskim, w powiecie hrubieszowskim, w gminie Hrubieszów.
W latach 1975–1998 miejscowość należała administracyjnie do województwa zamojskiego.
Wieś stanowi sołectwo gminy Hrubieszów. Według Narodowego Spisu Powszechnego (III 2011 r.) liczyła 164 mieszkańców i była 28. co do wielkości miejscowością gminy Hrubieszów.
Wierni Kościoła rzymskokatolickiego należą do parafii św. Jana Chrzciciela w Czerniczynie.

## Części kolonii
| SIMC    | Nazwa    | Rodzaj        |
| ------- | -------- | ------------- |
| 0889166 | Abisynia | część kolonii |